# Josef Hodek starší
Josef Hodek (27. dubna 1856 Hořehledy – 24. srpna 1927 Hořehledy) byl rakouský a český malíř, středoškolský pedagog a politik, na počátku 20. století poslanec Českého zemského sněmu.

## Biografie
Vychodil nižší reálku v Rokycanech a pak vyšší reálku v Plzni. V období let 1874–1878 vystudoval na akademii v Praze malířství. V letech 1882–1883 byl asistentem na plzeňském reálném gymnáziu. Profiloval se jako portrétista, tvořil i žánrovou malbu z vesnického prostředí. Profesí byl pedagogem. Vyučoval kreslení na středních školách v Plzni, později po sňatku přesídlil zpět do rodné usedlosti v brdských Hořehledech, kde působil i jako rolník a hostinský. V roce 1886 se stal obecním starostou, přičemž v čele obecní samosprávy setrval až do roku 1899. Později, od roku 1888, zastával i funkci okresního starosty v Blovicích. V roce 1890 se stal předsedou okresního hospodářského spolku a od roku 1892 byl členem zemské zemědělské rady. Kromě toho byl i členem okresní školní rady v Plzni. Jako okresní starosta v Blovicích se připomíná ještě v 2. polovině 90. let 19. století.
Počátkem 20. století se zapojil i do zemské politiky. Ve volbách v roce 1901 byl zvolen do Českého zemského sněmu v kurii venkovských obcí (volební obvod Rokycany). Politicky se uvádí coby člen agrární strany.
Jako malíř proslul i jeho syn Josef Hodek mladší (* 12. 6. 1888 Hořehledy, Spálené Poříčí, † 14. 10. 1973 Plzeň; pedagog, ilustrátor, grafik, malíř).